# BZFlag
BZFlag (англ. Battle Zone capture the Flag — Поле Битвы Захват флага) — многопользовательская компьютерная онлайн-игра, первый трёхмерный мультиплатформенный шутер от первого лица жанра артиллерия.
Первоначально игра была создана Крисом Шонеманом (англ. Chris Schoeneman) для семьи SGI компьютеров и основана на классической игре Battlezone. Сейчас игру поддерживает и разрабатывает Тим Райкер (англ. Tim Riker) и группа администраторов проекта. Проект, включая его исходный код и ошибки располагается на SourceForge.net. На данный момент игра работает на Microsoft Windows, Linux, Mac OS X, BSD, Solaris, и других платформах. Игра распространяется согласно лицензии GNU LGPL, а много лет до того — под GNU GPL.
Игра BZFlag была третьей, достигшей 1 миллиона загрузок на SourceForge.net — 11 декабря 2004 года. В любой момент работает около 350 серверов BZFlag (хотя только на 10-20 % большую часть времени есть активные игроки), 3 сентября 2009 года на официальном BZFlag форуме было зарегистрировано более чем 20 700 игроков, примерно с 200 игроками, запускающими игру в любой момент. В апреле 2004 года BZFlag была выбрана как Проект Месяца на SourceForge.net. Это одна из наиболее популярных свободных игр, которая продолжает развиваться и улучшаться до сих пор.

## Краткий обзор

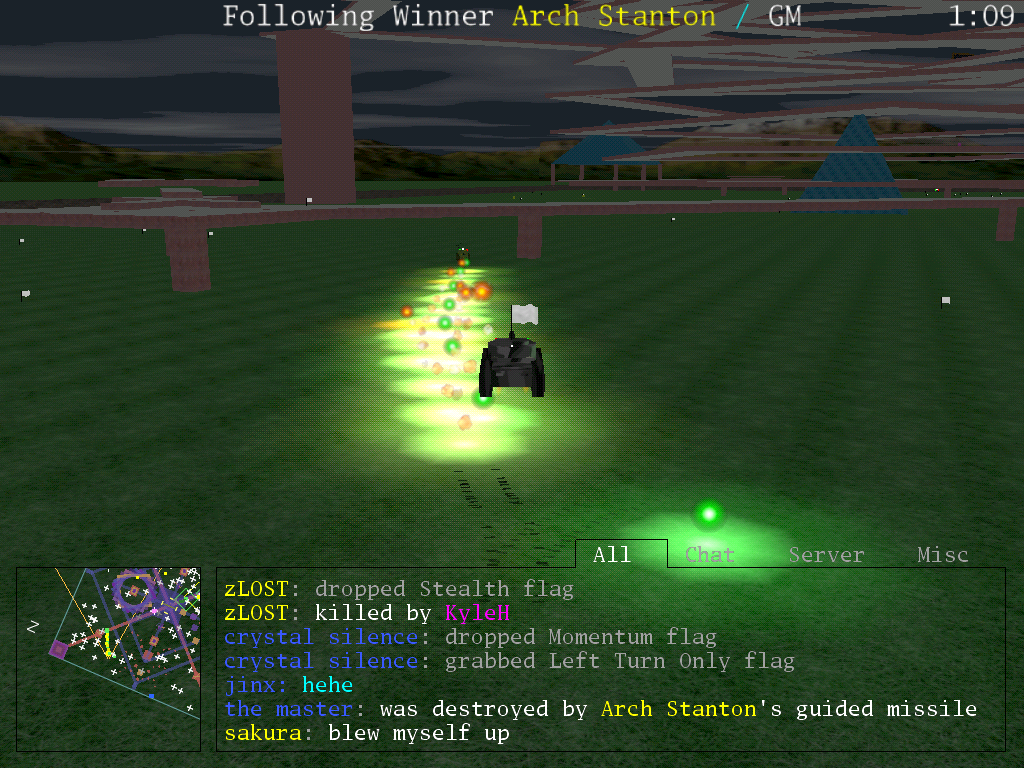
Скриншот из игры

В игре BZFlag игроки управляют танками (от первого лица), в определённом игровом мире (также известный как «карта»), который не является разрушаемым. Танки могут насквозь проехать вражеские танки, но не могут проехать через здания и другие объекты. Основная цель игры — уничтожить танки, которые находятся в другой команде. Например, зелёные танки, пытаются уничтожить красных, фиолетовых, синих. Также в игре есть команда, называемая rogue (в переводе с англ. «жулик»), они играют по принципу «сам за себя». Они не принадлежат ни к одной команде и могут уничтожать любые танки игроков, даже тех, кто тоже относится к команде rogue. Цвет танка у команды rogue — тёмно-коричневый, стреляют жёлтыми выстрелами.
В арсенале предусмотрено оружие и специальные средства различного типа, такие как самонаводящиеся снаряды, лазеры, невидимость, форсаж и многие другие.
Есть стили игры, которые изменяют цели и другие параметры (например скорость танков и другие). В игре несколько режимов — основной, free-style (в переводе с англ. «свободный стиль»). Основная цель — уничтожать танки, принадлежащие другой команде и команде rogue.
Также есть такие режимы игры, как capture-the-flag (в переводе с англ. «захват флага»), в нём принимают участие от двух до четырёх команд (без команды rogue), основная цель — украсть флаг чужой команды (у красных — красный флаг, у синих — синий и т. д.) и привезти его на базу своей команды. Есть также такой режим, как rabbit chase (в переводе с англ. «преследование кролика»), в нём один игрок rabbit (кролик), а все остальные — hunters (охотники), основная цель — уничтожить «кролика». «Охотник», уничтоживший «кролика», сам становится «кроликом». А «кролик», уничтоженный «охотником», становится «охотником». Загвоздка в том, что «кролик» также может убивать «охотников». «Охотник», уничтоженный «кроликом», остаётся «охотником».

## Супер-флаги
Подобрав любой флаг вы получаете дополнительные возможности в бою. В игре можно одновременно находиться в режиме только одного флага. Названия флагов игрок не видит, он узнает название флага, лишь когда его подберет. Список флагов:
- Laser — вместо классического выстрела танк выпускает лазерный луч. Увеличенное время перезарядки.
- Guided Missile — вместо классического выстрела танк выпускает самонаводящуюся ракету. Если ракету не навести на игрока, она будет действовать, как обычный выстрел.
- Super Bullet — вместо классического выстрела танк выпускает снаряд, проходящий сквозь препятствия, и убивающий игроков в режиме Oscillation Overthruster, пока они находятся внутри препятствия, и игроков в режиме Phantom Zone.
- Invisible Bullet — этот флаг делает выстрелы невидимыми на радаре.
- Shock Wave — вместо выстрела танк выпускает волну, которая распространяется вокруг него. Игрок, попавший в эту волну погибает. Также эта волна может проходить сквозь препятствия, убивая игроков в режиме Oscillation Overthruster, находящихся в этом препятствии и убивать игроков в режиме Phantom Zone.
- Rapid Fire — увеличена скорость полета выстрелов, уменьшен диапазон и время перезарядки.
- Machine Gun — быстрое выстреливание очереди, уменьшенная дальность стрельбы.
- Genocide — если в режиме Genocide танк подстрелит врага, то умрет вся команда, к которой жертва относилась.
- Thief — увеличена скорость передвижения танка, танк становиться тоньше. При этом он выпускает особые выстрелы. Если попасть этим выстрелом во вражеский танк, то вы «украдете» режим, в котором был этот танк.
- High Speed — увеличивается скорость танка.
- Agility — на небольшое время (рывками) скорость танка и дальность прыжков увеличивается.
- Quick Turn — увеличена скорость поворотов танка.
- Tiny — танк становится меньше.
- Narrow — танк становится плоским. В него становится сложно попасть.
- Borrow — танк погружается в землю, на поверхности остается только верхняя часть танка, в том числе и пушка. Плюсы: попасть в него может только танк, также находящийся в режиме Borrow. Выстрелы танков без этого флага будут пролетать сверху. Минусы: уменьшается скорость танка, масштаб радара и танк, не находящийся в режиме Borrow, может раздавить танк в режиме Borrow, просто наехав на него. Танк в режиме Borrow также не может прыгать.
- Cloacking — вас не видят другие танки (исключением являются танки, находящиеся в режиме Seer), но вас видно на радаре, а также видны следы на земле, оставляемые вами.
- Stealth — вас не видят на радаре (исключением являются танки, находящиеся в режиме Seer), но видят, если вы находитесь в поле зрения.
- Seer — находясь в этом режиме вы видите игроков, находящихся в режиме Cloacking и видите на радаре игроков, находящихся в режиме Stealth.
- Oscillation Overthruster — в этом режиме танк может проезжать сквозь препятствия (стены, камни и т. д.), но внутри препятствия не может стрелять и ехать назад. Убить игрока, находящегося в этом режиме, пока он внутри препятствия, могут только игроки, находящиеся в режимах Shock Wave и Super Bullet.
- Phantom Zone — изначально флаг бесполезен, но, если танк в этом режиме проедет через телепорт, он войдет в так называемую в фантомную зону. В фантомной зоне танк сможет проезжать сквозь стены и другие препятствия, но подстрелить никого не сможет, кроме танков, также находящихся в фантомной зоне. Убить игрока в режиме Phantom Zone могут только игроки, находящиеся в режимах Shock Wave, Super Bullet и Phantom Zone.
- Masquerade — если танк в режиме Masquerade видят враги, то они видят его того цвета, что и их команда, но на радаре танк виден цветом той команды, к которой на самом деле относится.
- Steam Roller — если танк в этом режиме дотронется до вражеского танка, то он взорвется.
- Wings — находясь в этом режиме, игрок может управлять танком в воздухе. Нажимая несколько раз кнопку прыжка, игрок может взлететь на определённую высоту, но количество нажатий кнопки прыжка в полете ограничено и зависит от настроек сервера.
- Shield — находясь в этом режиме, вы выживаете после попавшего в вас выстрела, но при этом выходите из режима Shield после попадания.
- Identify — вы видите название ближайшего к вам флага.
- Ricochet — на некоторых серверах отключен рикошет выстрелов от препятствий. Этот флаг включает рикошет исключительно для вас.
- Jumping — на некоторых серверах нельзя прыгать. Этот флаг позволяет вам прыгать на таких серверах.
- Useless — бесполезный флаг, ни хороший, ни плохой.

Некоторые сервера применяют и флаги-помехи, например, временная поломка радара, реверс управления танком, увеличение размеров танка и т. п. Такие флаги действуют ограниченное время.